# Селестинские пророчества
Роман «Селестинские пророчества» был написан в 1993 году Джеймсом Рэдфилдом. В этой книге он рассматривает различные психологические и духовные идеи, которые уходят корнями в многочисленные древневосточные традиции и мистицизм Нью Эйдж. Главный герой романа предпринимает путешествие в Перу, чтобы разыскать и понять девять древних откровений, сделанных индейцами майя. В книге показано духовное пробуждение героя в процессе прохождения через переходный период в его жизни.

## Влияние
Рэдфилд признал, что на его творчество оказала огромное влияние работа Эрика Берна, создателя теории Трансакционного анализа в психологии, и его знаменитая книга 1964 года «Игры, в которые играют люди». «Играми» Берн называет в своих теориях способы стремления личности к энергетической независимости.

## История публикации и экранизация
«Селестинские пророчества» были изначально отпечатаны самим Рэдфилдом, который успел распространить более 100 тысяч экземпляров на своей «Хонде», пока издательство Warner Books не согласилось, наконец, издать эту книгу.
К маю 2005 года по всему миру было продано более 20 миллионов экземпляров в переводе на 34 языка. Роман вошёл в списки бестселлеров по версии Publishers Weekly за 1994 и 1995 год. В 2006 году был снят фильм «Селестинские пророчества».